# Троїцьк (Соль-Ілецький міський округ)
Тро́їцьк (рос. Троицк) — село у складі Соль-Ілецького міського округу Оренбурзької області, Росія.

## Населення
Населення — 256 осіб (2010; 382 у 2002).
Національний склад (станом на 2002 рік):
- казахи — 75 %